# Contea di Sclafani Spumante
Il Contea di Sclafani Spumante è un vino DOC la cui produzione è consentita nelle province di Agrigento, Caltanissetta e Palermo.
Nel DOC Contea di Sclafani sono previsti anche spumanti rossi.

## Caratteristiche organolettiche
- colore: paglierino più o meno intenso o rosato tenue
- odore: caratteristico, fruttato
- sapore: sapido, caratteristico

## Produzione
Provincia, stagione, volume in ettolitri
- nessun dato disponibile